# Fascicolatore

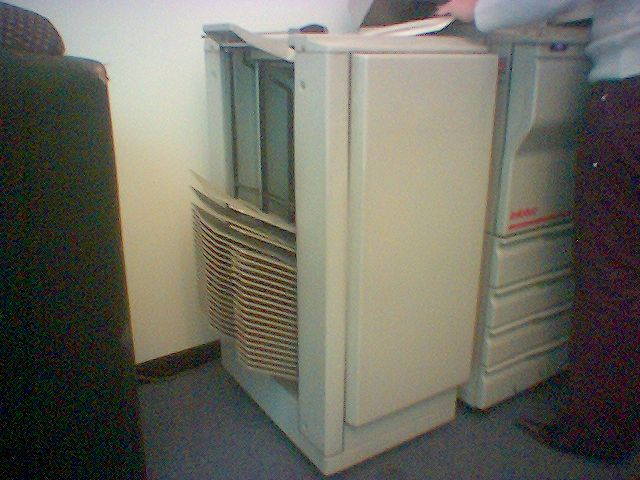
Fascicolatore analogico

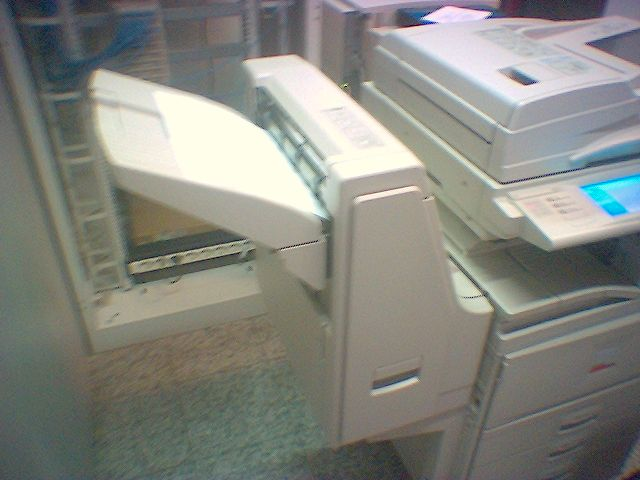
Fascicolatore digitale

Il Fascicolatore o Sorter è un accessorio per l'ufficio che si abbina alla fotocopiatrice o alle macchine da stampa in generale.
La sua funzione è la fascicolazione, la suddivisione in fascicoli delle pagine stampate.
Sostanzialmente esistono due tipologie di fascicolatori:
- La prima tipologia è abbinata a macchine da stampa (fotocopiatrici) di tipo analogico. Questa avrà un numero limitato di vassoi per raccogliere i fascicoli pari al numero massimo di fascicoli che il Sorter stesso è in grado di lavorare.
- La seconda tipologia è abbinata alle macchine di tipo digitale che hanno un solo vassoio per la fascicolazione e un numero di fascicoli lavorabili praticamente illimitato.

Alcune di queste macchine sono in grado di cucire (graffare), piegare i fogli e bucarli in modo da creare libretti finiti o fogli pronti per essere inseriti nei raccoglitori ad anelli.
La denominazione finitore viene assunta da questi accessori quando sono presenti, oltre all'opzione della fascicolazione, anche le opzioni di pinzatura (cucitura) e/o quella di piegatura e/o quella di bucatura.

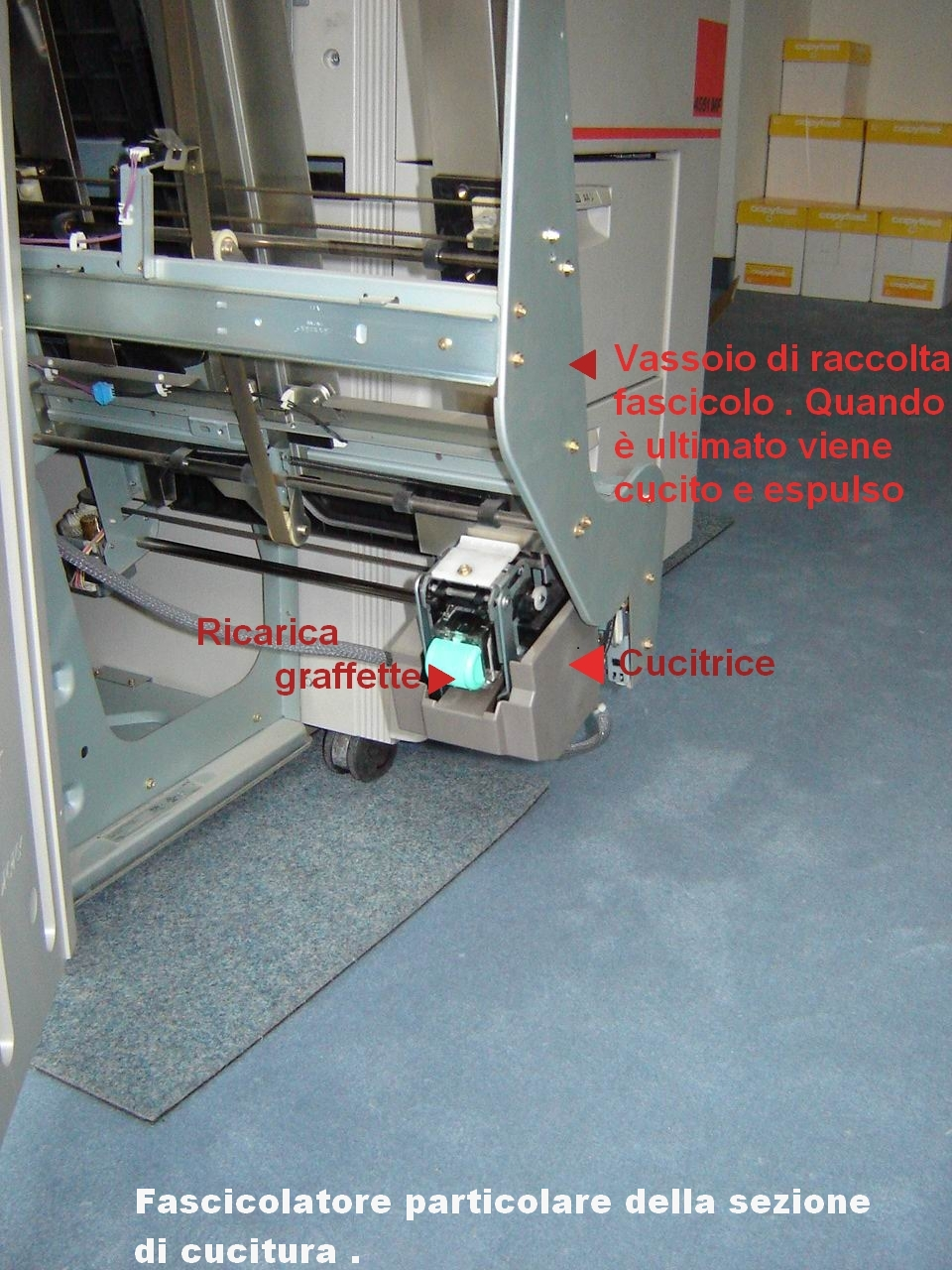
Fascicolatore digitale sezione interna immagine con spiegazioni dei componenti

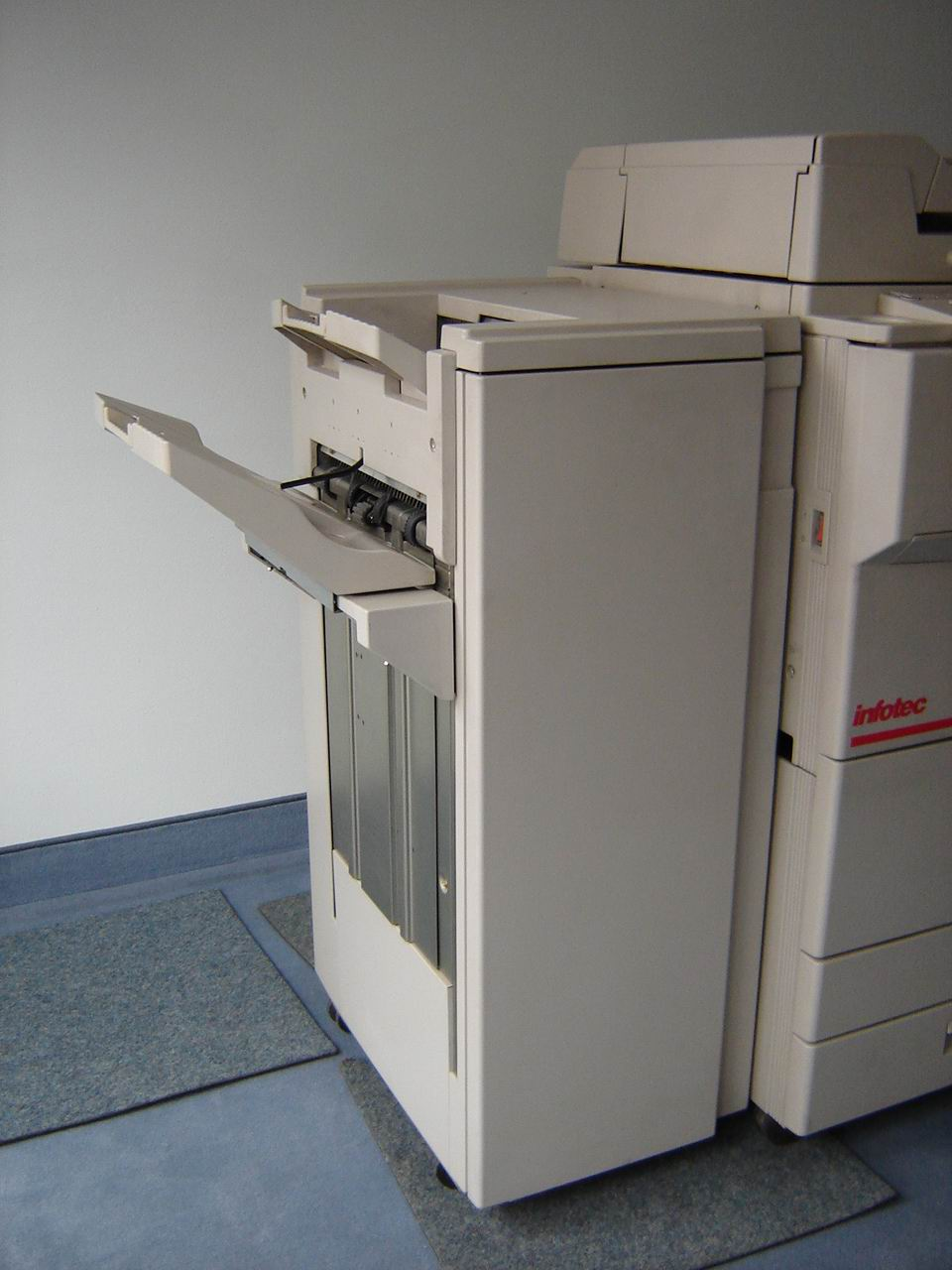
Fascicolatore digitale